# Angvila
Angvila (eng. Anguilla) je britanski prekomorski teritorij u Malim Antilima na Karibima istočno od Portorika. Površina mu je 91 km2, duljina obalne linije 61 kilometar. Glavni grad je The Valley. Od ekonomskih aktivnosti najvažnije su ribarstvo i turizam. 
Otočje se sastoji od brojnih sićušnih otočića (cays), relativno niskih i pjeskovitih, među kojima su glavni otoci: Anguilla, Sandy, Sombrero, na kojemu se nalazi svjetionik i Scrub.
Britanci su otoke kolonizirali 1650. Godine 1882. dio je iste kolonije kojoj pripada i Sveti Kristofor i Nevis, koji 1967. postaje pridruženom državom Ujedinjenoga Kraljevstva. Iz ove zajednice Angvila se uskoro odvaja pa su 1969. britanske snage izvršile invaziju i povratile britansku vlast. 
Većina stanovništva afričkog su podrijetla (Afroangvilci), potomci robova, a među njima ima i nešto pripadnika drugih naroda: Angloamerikanci, 300, Britanci, 300, Indopakistanci, 100, Kinezi, 200.

## Popis naselja
Bethel, Betty Hill, Blowing Point, Cannifist, Cauls Bottom, Chalvilles, Crocus Hill (Saint Mary's), Deep Waters, East End Village, Ebenezer, George Hill, Island Harbour, Junks Hole, Little Dix, Long Bay Village, Long Ground, Long Path, Lower South Hill, Mahogany Tree, Mount Fortune, North Hill Village, North Side, Rey Hill, Sandy Ground Village, Shoal Bay Village, South Hill Village, Stoney Ground, The Copse, The Farrington, The Forest, The Quarter, The Valley, Wattices, Welches Hill, West End Village, White Hill.

## Jezici
Na Angvili se govore dva jezika, angvilski kreolski engleski (11.500; 2001 popis) i engleski (950; 2004; službeni)